# Szczyt NATO w Waszyngtonie 2024

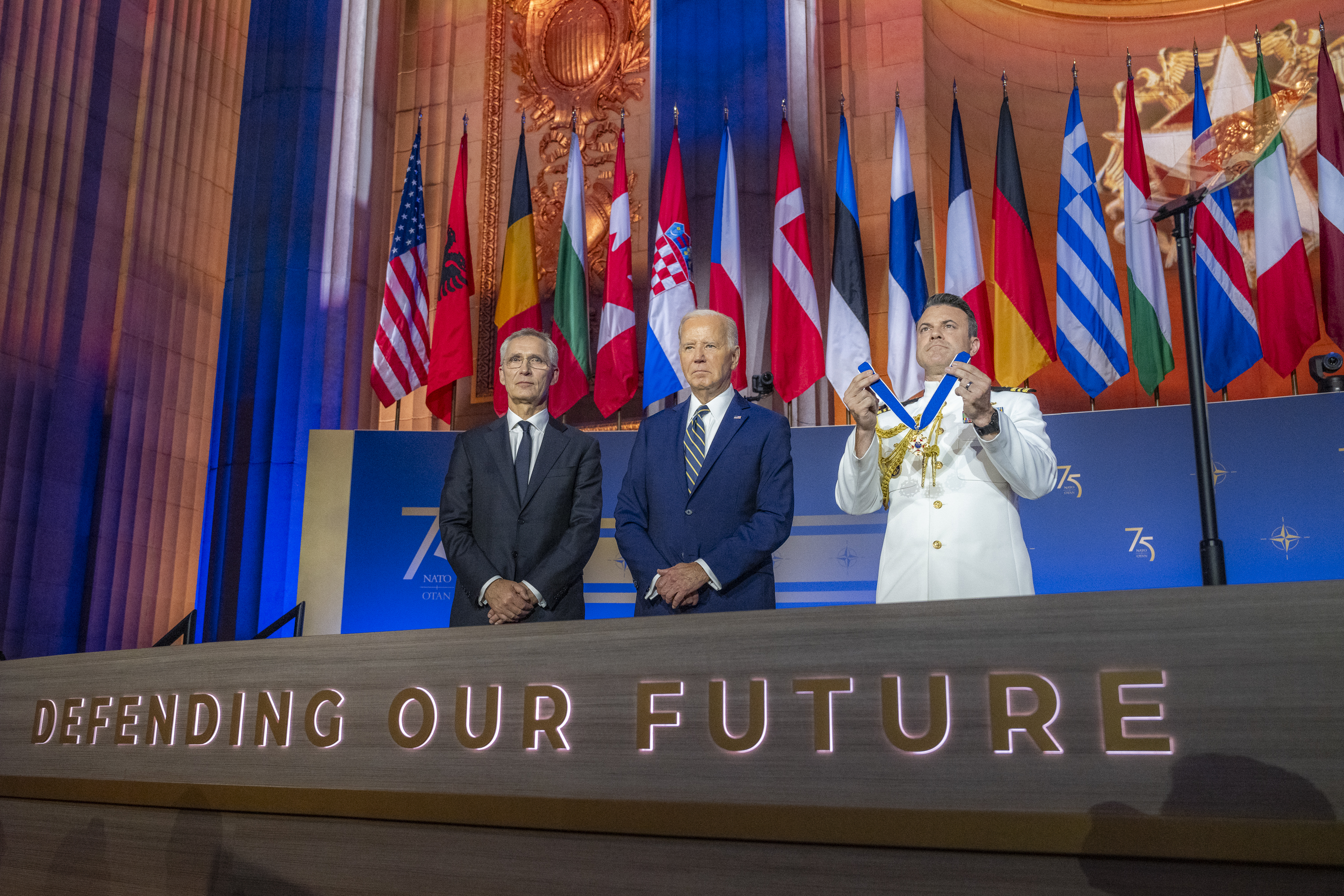
Prezydent Joe Biden odznaczył Sekretarza Generalnego NATO Jensa Stoltenberga Prezydenckim Medalem Wolności.

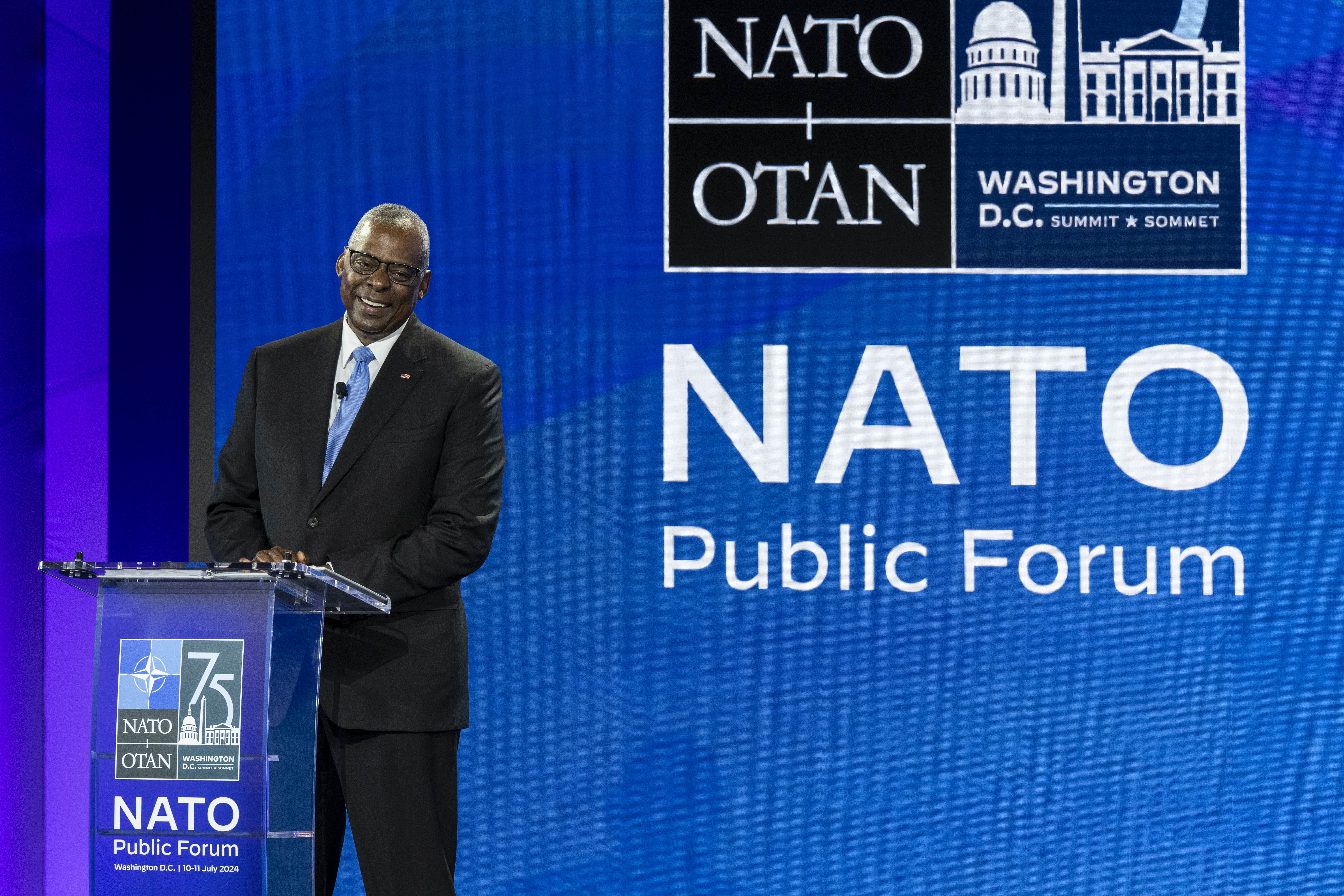
Sekretarz Obrony Lloyd J. Austin przemawia z okazji 75 rocznicy NATO.

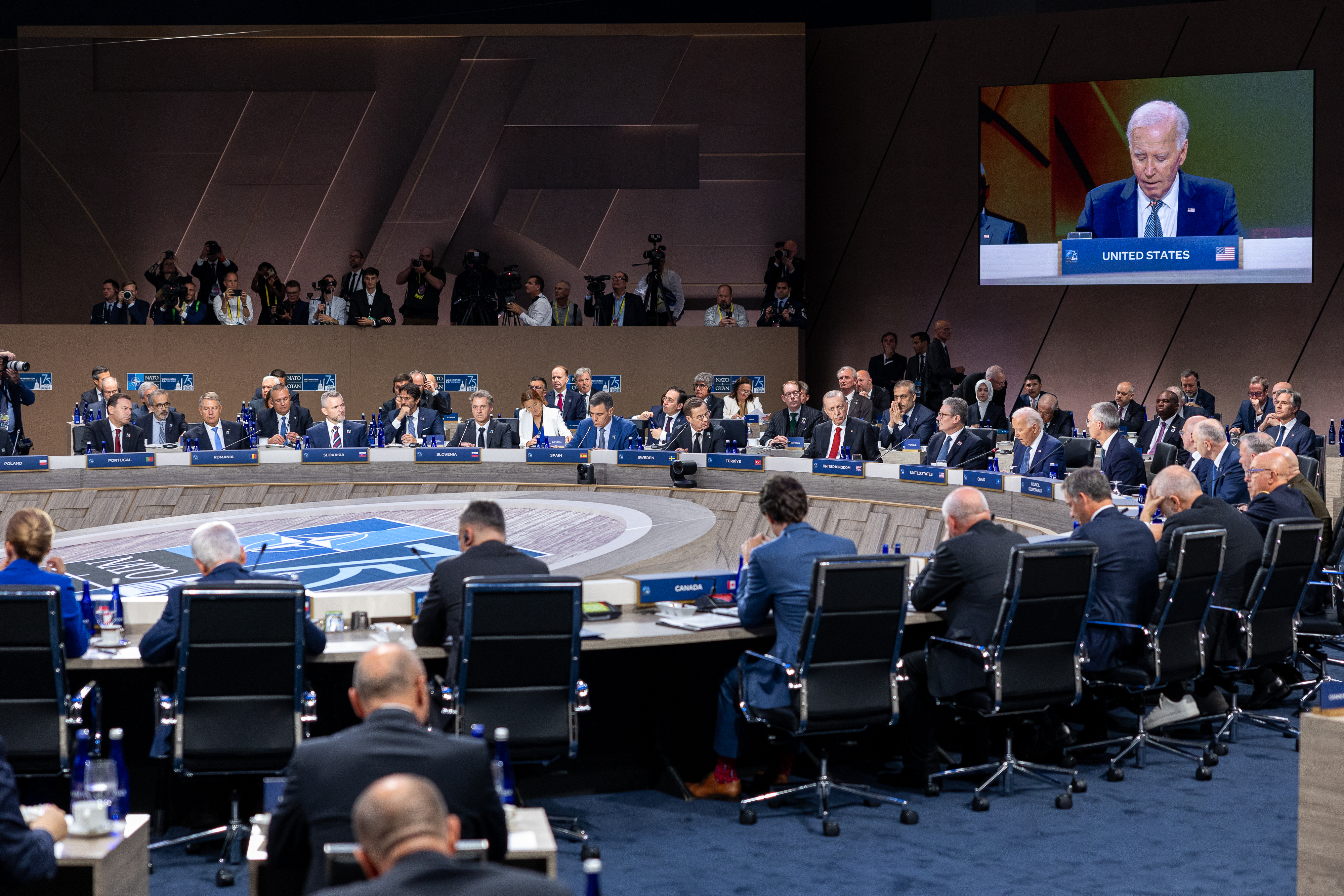
Szczyt NATO w Waszyngtonie 2024 – sala posiedzeń

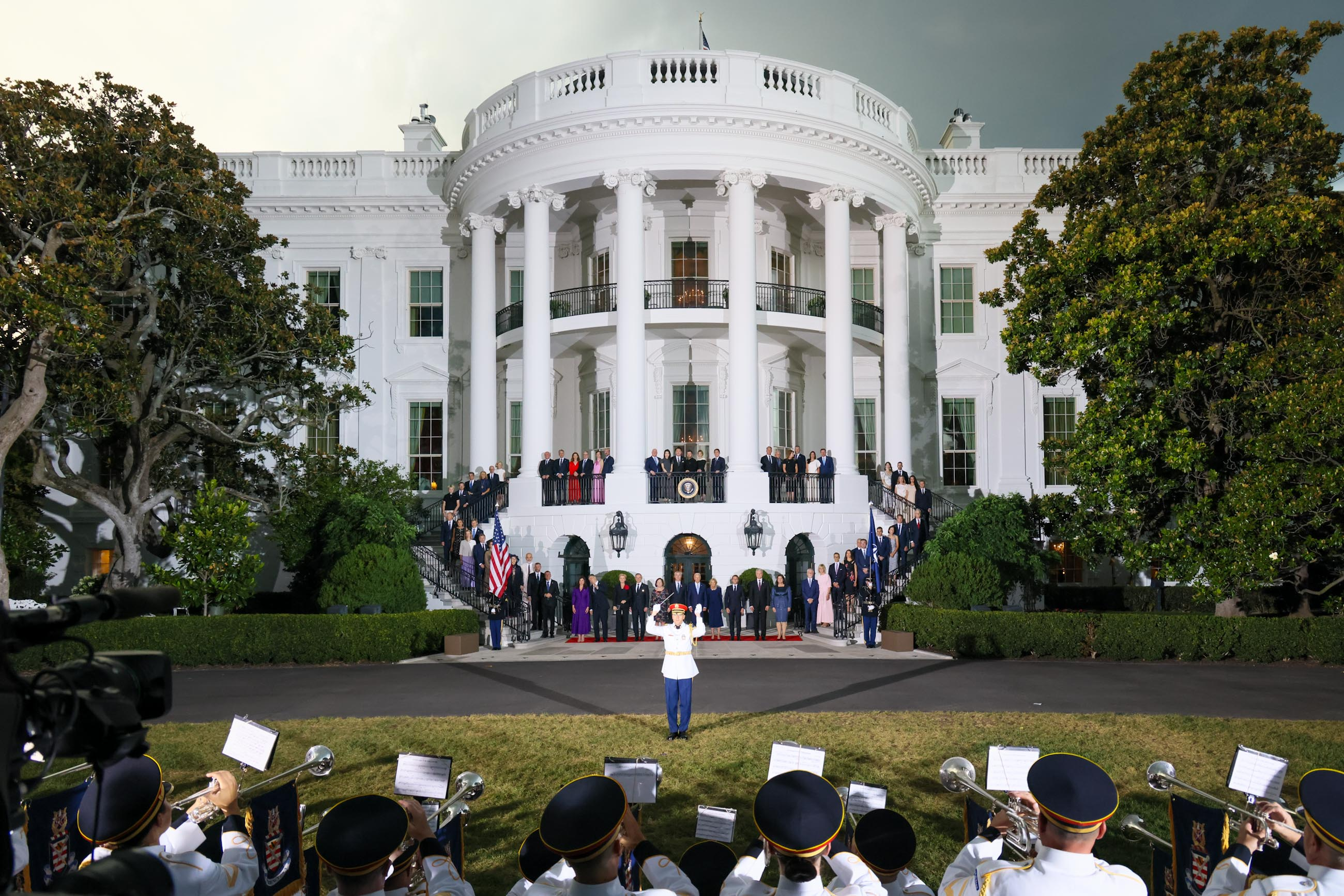
Ceremonia w Białym Domu z okazji szczytu NATO 2024

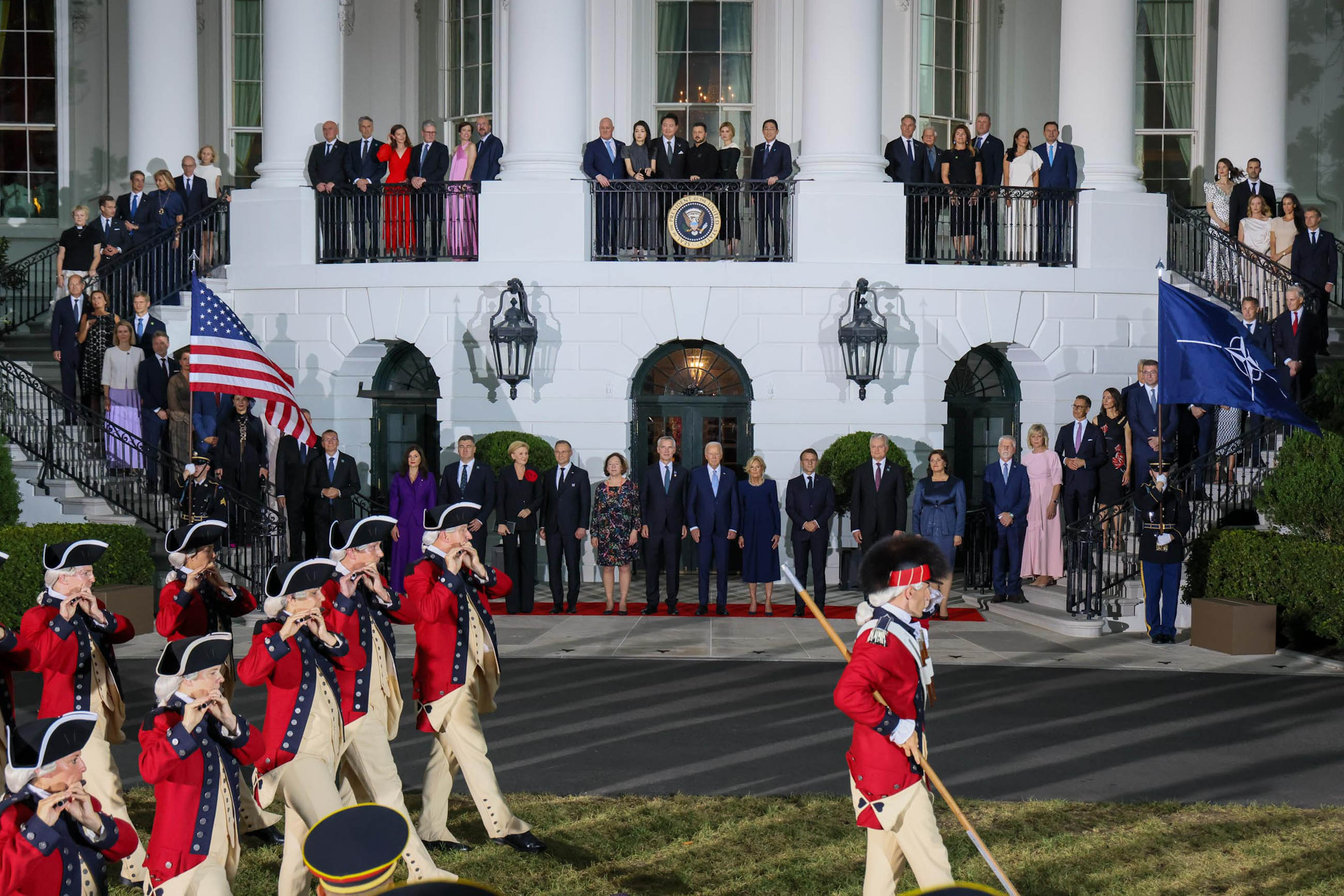
Pokazy podczas przyjęcia wydanego dla uczestników Szczytu przez prezydenta Joe Bidena i jego żonę

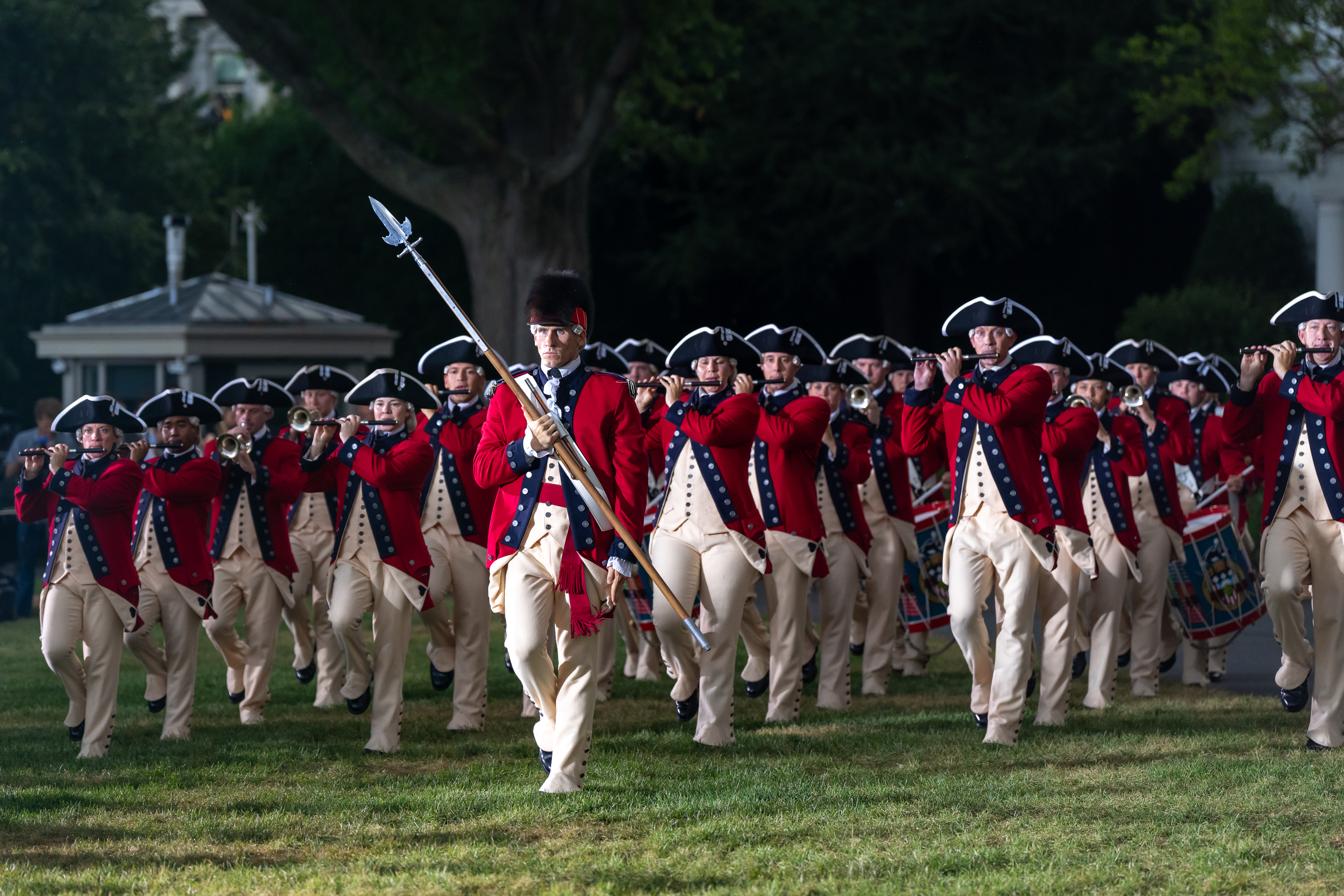
Występ orkiestry w historycznych strojach

Przyjęcie dla uczestników szczytu NATO w Białym Domu

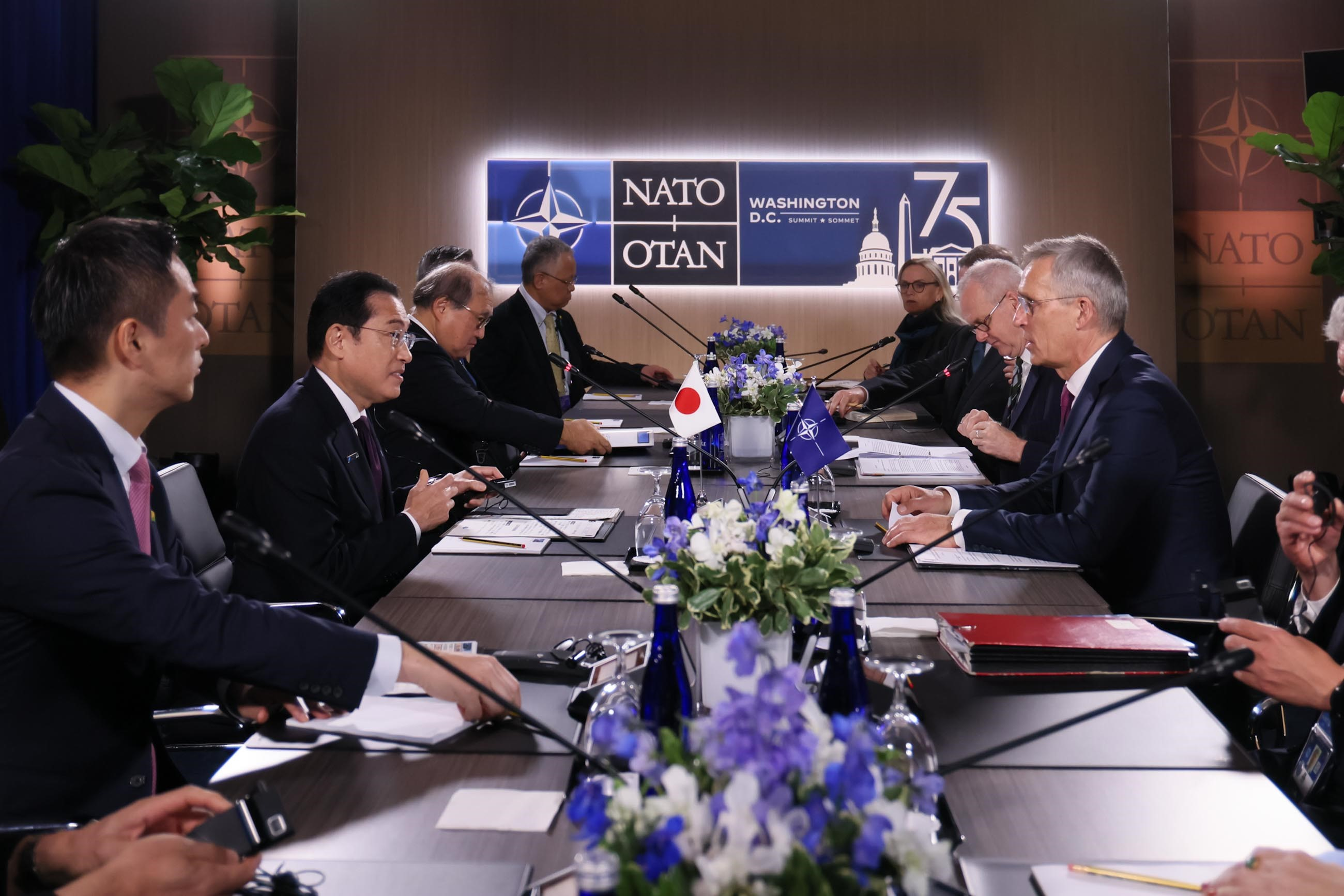
Spotkanie delegacji Japonii z Sekretarzem Generalnym NATO – Fumio Kishida i Jens Stoltenberg

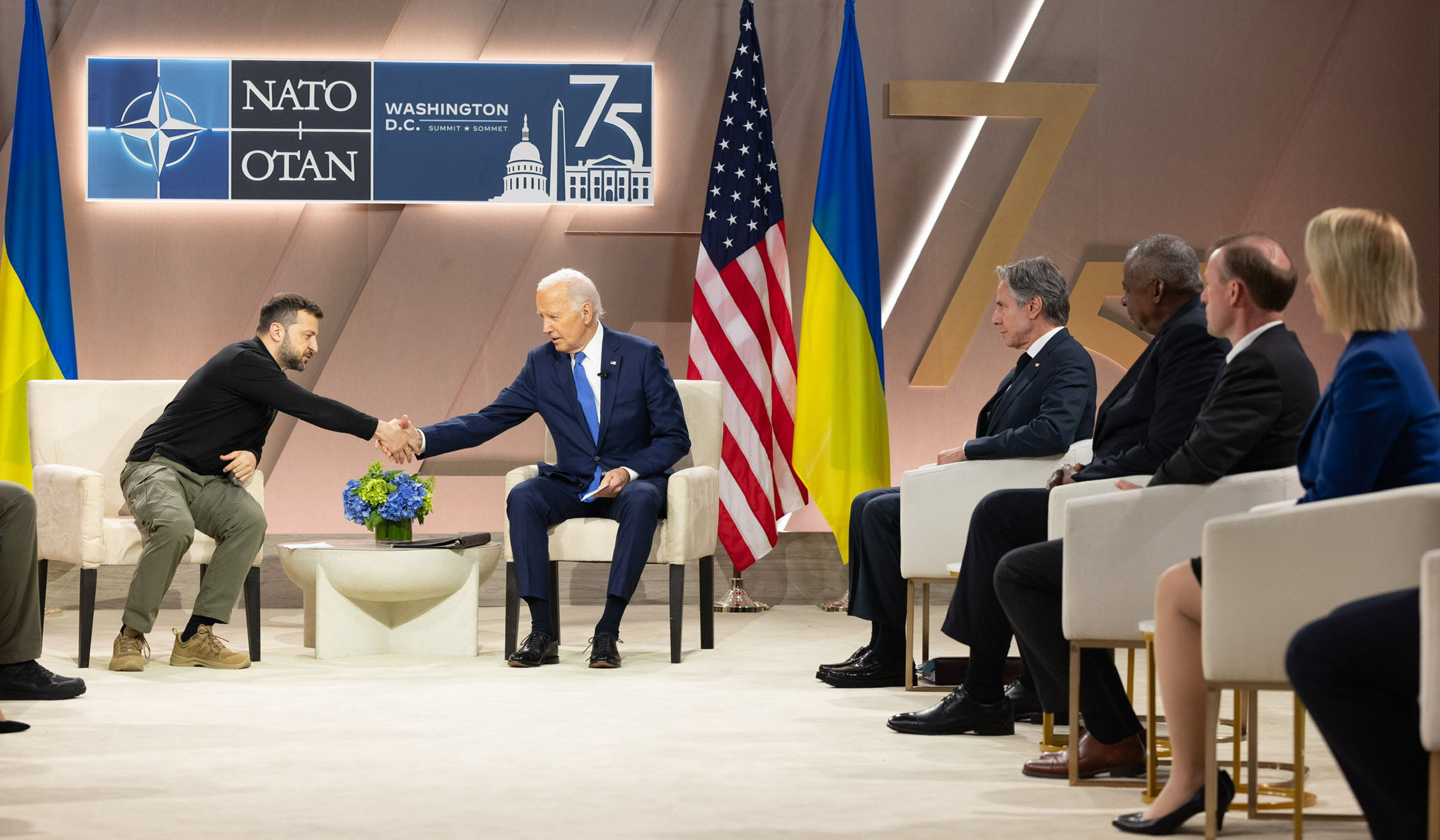
Spotkanie prezydenta Joego Bidena z prezydentem Ukrainy Wołodymyrem Zełenskim

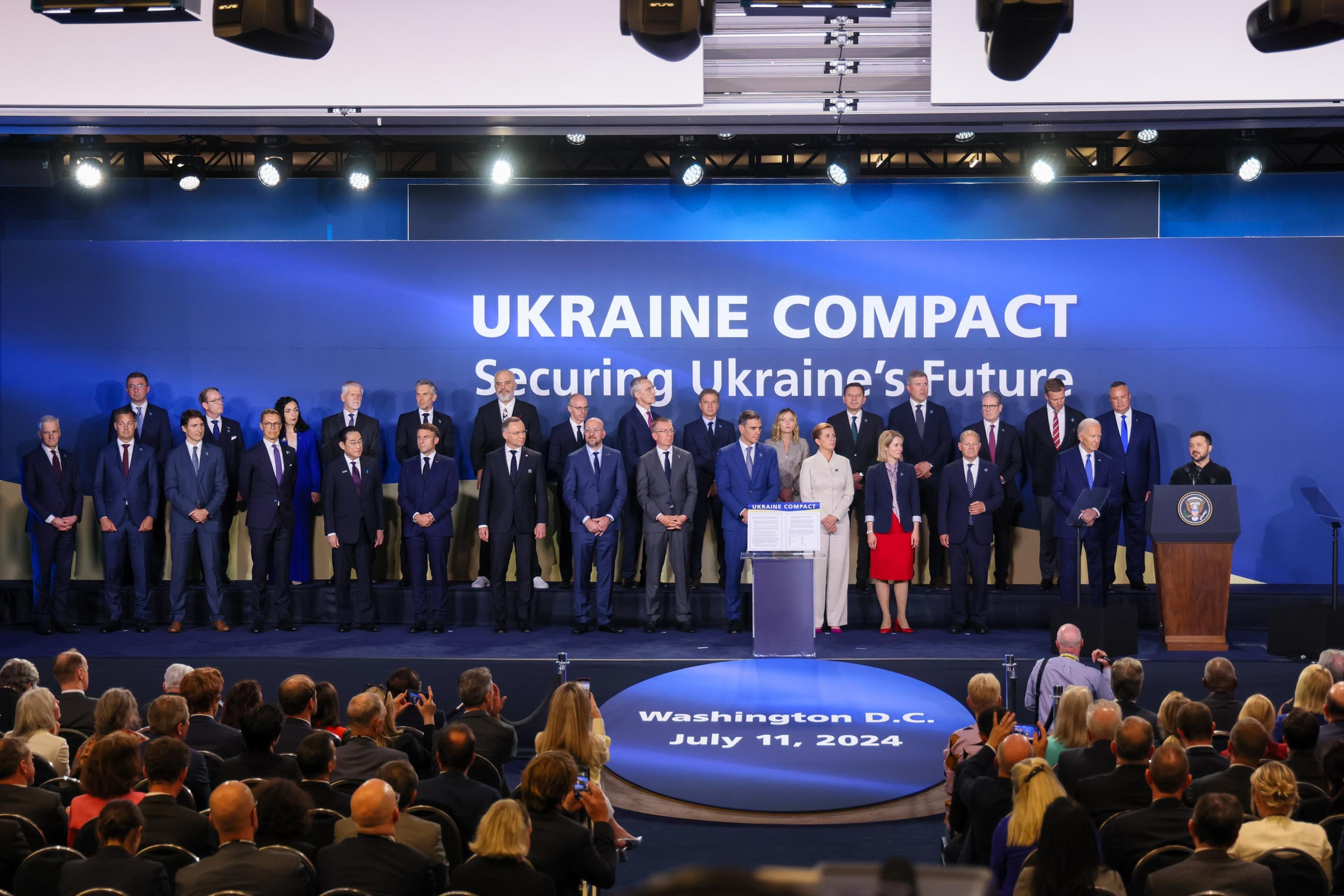
Otwarcie posiedzenia Rady NATO – Ukraina

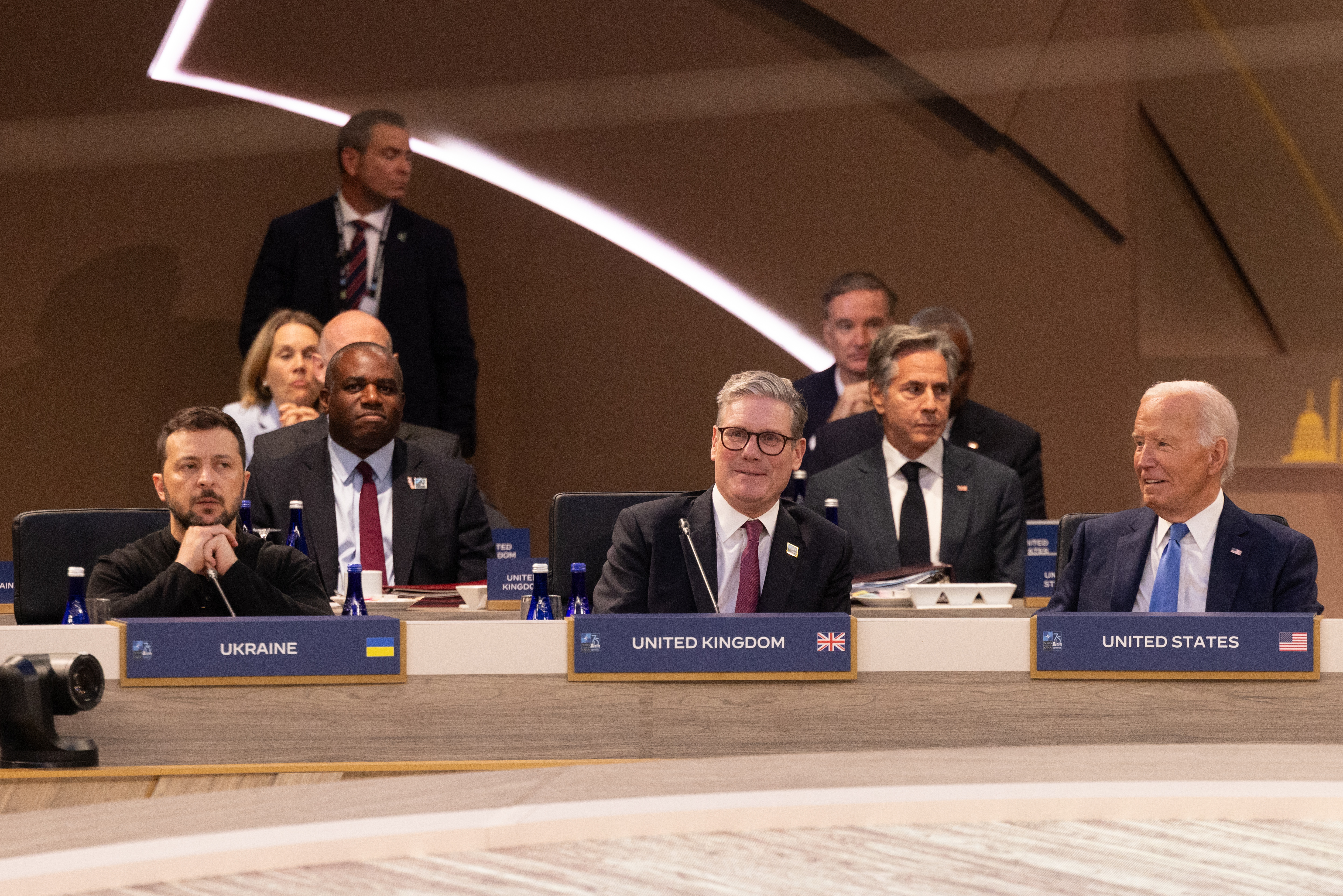
Joe Biden, Keir Starmer i Wołodymyr Zełenski przy stole obrad

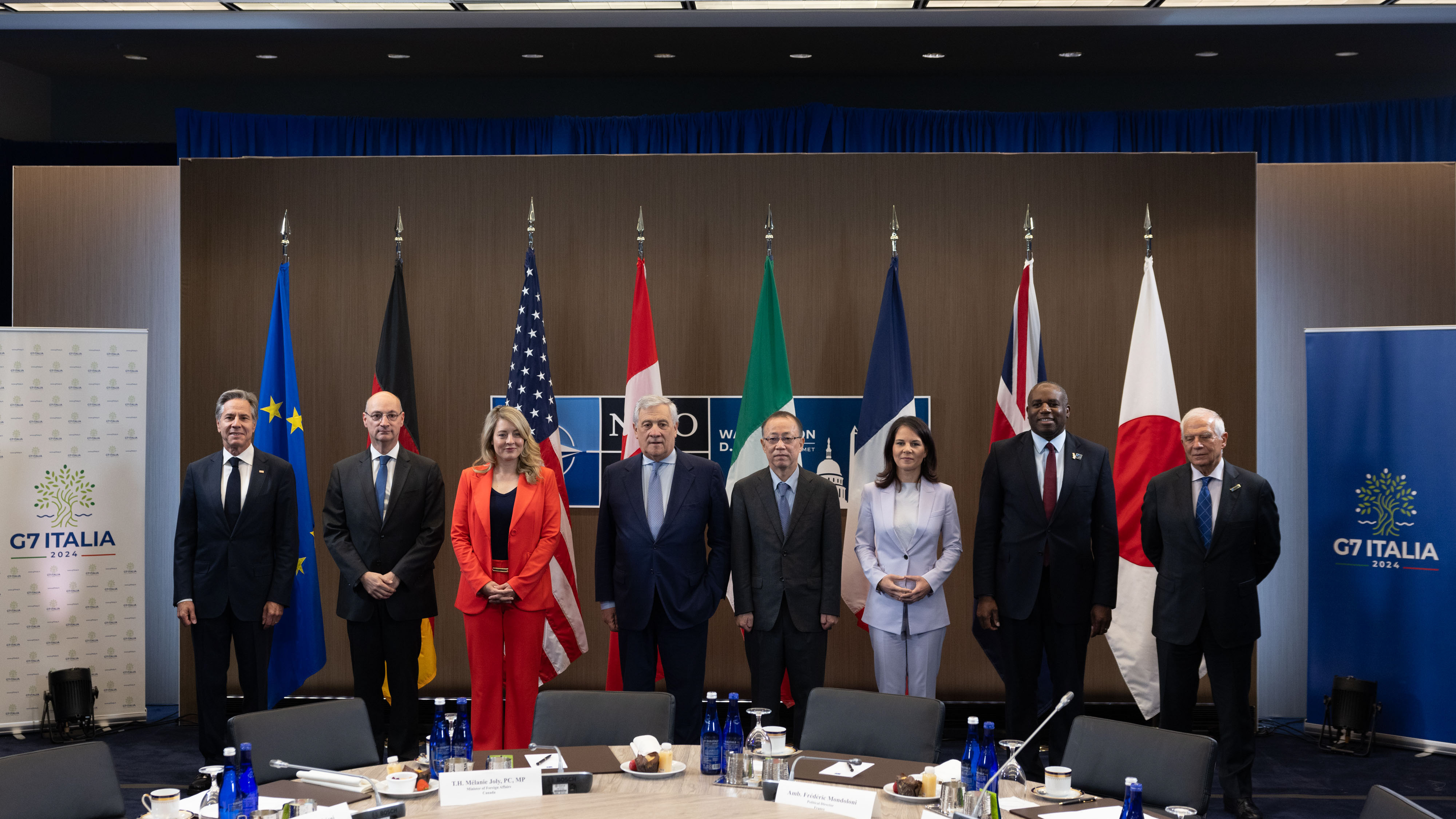
Spotkanie sekretarza stanu Antony’ego Blinkena z przywódcami Grupy G7

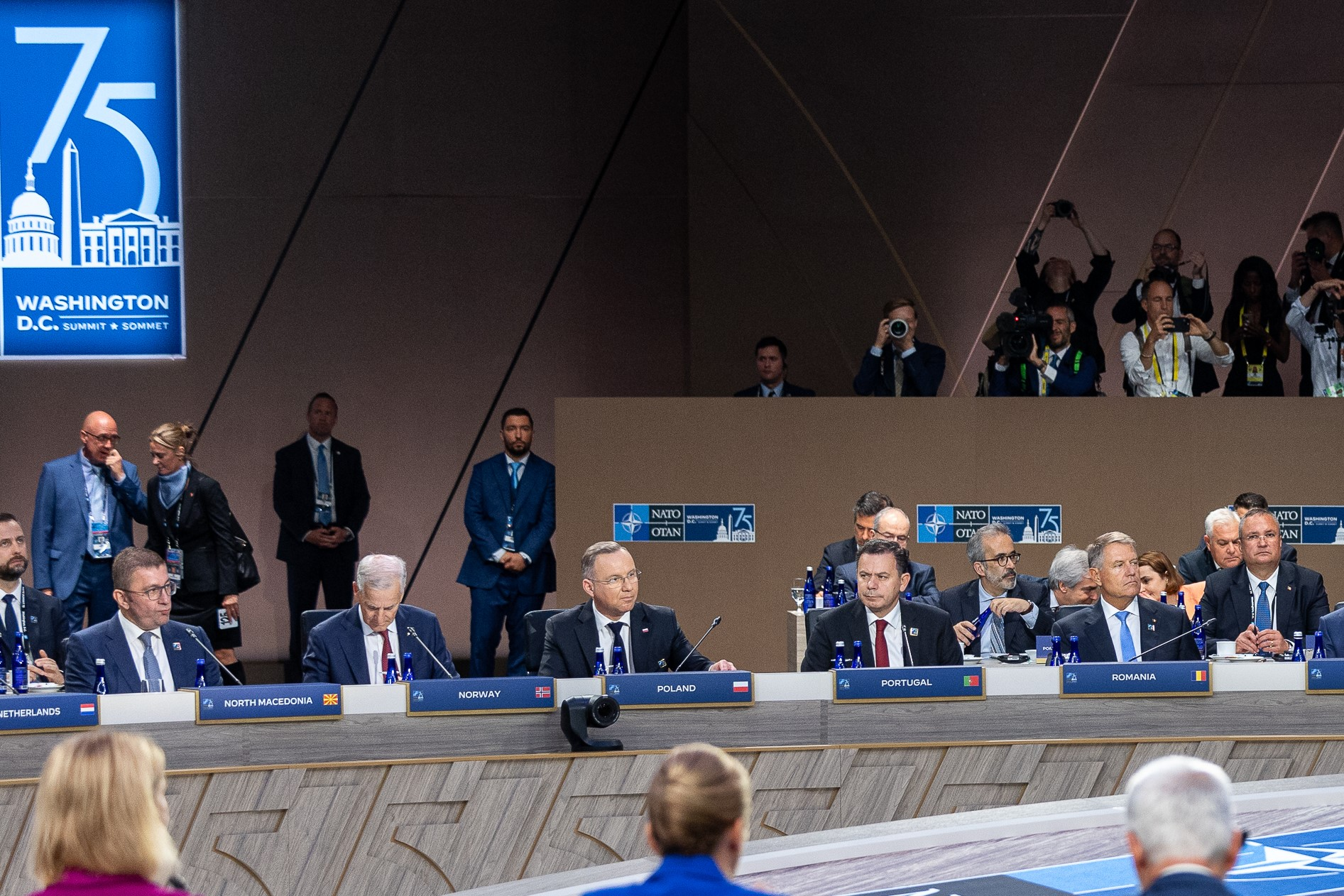
Uczestnicy Szczytu na sali posiedzeń – w centrum widoczny prezydent RP Andrzej Duda.

Szczyt NATO w Waszyngtonie – 37. szczyt NATO zorganizowany w Waszyngtonie w dniach 9–11 lipca 2024.
Szczyt NATO w Waszyngtonie potwierdził jedność, spójność i solidarność transatlantycką w obliczu toczonej wojny w Europie. Potwierdził także zobowiązanie do obrony każdego cala terytorium Sojuszu, zgodnie z artykułem 5 Traktatu Waszyngtońskiego, opierając się na podejściu 360 stopni.

## Postanowienia szczytu
W czasie trwania szczytu, 10 lipca 2024 została wydana przez Szefów Państw i Rządów uczestniczących w spotkaniu Rady Północnoatlantyckiej w Waszyngtonie Deklaracja Szczytu Waszyngtońskiego.
Szefowie państw i rządów Sojuszu Północnoatlantyckiego podkreślili fakt 75 rocznicy powstania najsilniejszego sojuszu obronnego w historii, który to w obliczu brutalnej wojny na kontynencie europejskim i w krytycznym momencie dla światowego bezpieczeństwa pozostaje niezastąpionym transatlantyckim forum do konsultacji, koordynacji i działania we wszystkich sprawach związanych z indywidualnym i zbiorowym bezpieczeństwem. Przypomnieli zobowiązanie do obrony siebie nawzajem i każdego cala terytorium Sojuszu w każdym czasie i przed wszystkimi zagrożeniami ze wszystkich kierunków, zgodnie z podejściem 360 stopni. Uznano trzy podstawowe zadania NATO za niezmienne. Są to: odstraszanie i obrona, zapobieganie kryzysom i zarządzanie nimi oraz bezpieczeństwo kooperacyjne. Także wspólne wartości takie jak: wolność jednostki, prawa człowieka, demokracja i rządy prawa pozostają wartościami wspólnymi dla wszystkich członków NATO.

 W kolejnym punkcie uznano działania Rosji za bezpośrednie zagrożeniem dla bezpieczeństwa sojuszników. Potępiono też terroryzm we wszystkich jego odmianach, uznając go za najbardziej bezpośrednie i asymetryczne zagrożenie dla bezpieczeństwa obywateli oraz dla międzynarodowego pokoju i dobrobytu.

 Wspomniano też o konfliktach, które powodują niestabilność w Afryce i na Bliskim Wschodzie, w tym na destabilizujące działania Iranu. Także ambicje i polityka prowadzona przez przywódców Chińskiej Republiki Ludowej, a szczególnie pogłębiające się partnerstwo strategiczne między Rosją a ChRL, są powodem głębokiego zaniepokojenia przywódców państw NATO.
W deklaracji zobowiązano się do rozwijania sił o wysokim stopniu gotowości we wszystkich domenach, w tym Sił Reagowania Sojuszu. Zobowiązano się także do zapewnienia niezbędnych sił, zdolności, zasobów i infrastruktury dla realizacji nowych planów obronnych oraz przeprowadzanie zakrojonych na szeroką skalę szkoleń i ćwiczeń wojskowych, produkcji amunicji szczególnie przeciwlotniczej i przeciwrakietowej, rozwijanie możliwości przemieszczania, zaopatrywania, wzmacniania i utrzymywania  sił zbrojnych na określonym teatrze DW. 

Zapowiedziano utworzenie Centrum Zintegrowanej Cyberobrony NATO, a także  wzmocnienie ochrony krytycznej infrastruktury podmorskiej i ciągły rozwój Centrum Bezpieczeństwa CUI NATO.
Odniesiono się także do wojny na Ukrainie. Zapewniono o wsparciu transformacji sił obronnych i bezpieczeństwa Ukrainy, umożliwiając jej tym samym dalszą integrację z NATO.
Ogłoszono przy tym zobowiązanie długoterminowej pomocy bezpieczeństwa dla Ukrainy w celu dostarczenia sprzętu wojskowego, pomocy i szkoleń. Zadeklarowano kontynuację rozbudowy Wspólnego Centrum Analiz, Szkoleń i Edukacji NATO-Ukraina (JATEC) w Bydgoszczy i zaakceptowano decyzję Sekretarza Generalnego o mianowaniu Stałego Przedstawiciela NATO na Ukrainie. Stwierdzono, że przyszłość Ukrainy leży w NATO.
Jako państwo wrogie wymieniono Białoruś, która udostępnia swoje terytorium i infrastrukturę siłom zbrojnym Rosji, w tym zezwala na rozmieszczenie zaawansowanych rosyjskich zdolności wojskowych i personelu. Uznano też, że Koreańska Republika Ludowo-Demokratyczna  i Iran podsycają agresywną wojnę Rosji przeciwko Ukrainie, zapewniając jej bezpośrednie wsparcie militarne. Szczególne zagrożenie zdefiniowano ze strony Chińskiej Republiki Ludowej. Uznano, że stała się ona decydującym czynnikiem umożliwiającym prowadzenie przez Rosję wojny z Ukrainą poprzez realizowanie tak zwanego partnerstwa „bez ograniczeń” i szerokie wsparcie dla rosyjskiej bazy przemysłowej w dziedzinie obronności.
W czasie szczytu podjęto i opublikowano też zobowiązanie NATO do rozbudowy potencjału przemysłowego.
Uznano, że transatlantycka współpraca przemysłowa w zakresie obronności odgrywa ważną rolę w zwiększaniu gotowości i interoperacyjności sił sojuszu. Sojusz stanie się organizatorem, podmiotem ustalającym standardy i wymagania, a także podmiotem umożliwiającym realizację dostaw w celu rozszerzenia potencjału przemysłu obronnego.
Przejście Rosji na gospodarkę wojenną pokazuje strategiczne znaczenie przemysłu obronnego. Zgodnie z artykułami 2 i 3 Traktatu Waszyngtońskiego, opierając się na uzgodnieniach szczytu w Wilnie, NATO dążyć będzie do wzmocnienia swojego przemysłu obronnego. Pozwoli to między innymi  skutecznie realizować plany obronne NATO i dalsze wspieranie Ukrainy.

Wykorzystując Sojusz jako kluczową platformę, państwa członkowskie zobowiązały się do współpracy i wspólnych inwestycji w  przemysł obronny. Polegać ma to na wspieraniu innowacyjnego, konkurencyjnego i zrównoważonego przemysłu obronnego, w którym współpraca i otwartość są normą. Państwa członkowskie będą dążyć do rozwiązania ograniczeń w finansowaniu inwestycji w przemysł obronny i promowania ich wkładu w pokój i bezpieczeństwo. Podjęte zostaną bardziej systemowe działania do rozwoju przemysłu obronnego. Każdy sojusznik opracuje swój własny plan krajowy i zdecyduje, jak zwiększyć swój potencjał przemysłowy i  zdolność do reagowania. W ten sposób sojusznicy zaangażują się we wspieranie Ukrainy w określonym czasie. Jako priorytet uznano produkcję amunicji bojowej, szczególnie  przeciwlotniczej i przeciwrakietowej.

Państwa sojusznicze zobowiązały się do zwiększenie wspólnych zamówień na dużą skalę, a tym samym zapewnienia lepszego stosunku jakości do ceny. W szerszym stopniu wykorzystywana ma być do tego celu Agencja Wsparcia i Zamówień NATO (NSPA). Wykorzystywane mają być też w szerszym zakresie potencjały produkcyjne małych i średnich przedsiębiorstw oraz wdrażanie nowych technologii we współpracy z Akceleratorem Innowacji Obronnych dla Północnego Atlantyku, Centrum Innowacji Dowództwa Sojuszniczego ds. Transformacji oraz Funduszem Innowacji NATO.
Zobowiązano się także wspierać ukraiński przemysł obronny oraz nawiązać ściślejszą współpracę w tym zakresie z Australią, Japonią, Nową Zelandią i Republiką Korei. Uznano, że priorytetem jest standaryzacja. Wdrożenie standardów NATO jest warunkiem wstępnym interoperacyjności i wymienności amunicji. Odpowiednie wytyczne w tym zakresie otrzymali ministrowie obrony NATO. Do priorytetów zaliczono też ochronę łańcuchów dostaw przed wrogim wpływem potencjalnych przeciwników i innymi zakłóceniami.
11 lipca 2024 szefowie państw i rządów uczestniczących w spotkaniu Rady NATO-Ukraina w Waszyngtonie wydali Oświadczenie Rady NATO-Ukraina.
Wykazano w nim, że naród ukraiński bohatersko broni swoich obywateli, swojej ziemi i wartości. Oddano hołd ofiarom wojny i wyrażono ubolewanie nad ludzkim cierpieniem i zniszczeniem spowodowanym agresją Rosji. Odpowiedzialnością za rozpętanie pełnoskalowej wojny obarczono Rosję, która rażąco narusza prawo międzynarodowe, w tym Kartę Narodów Zjednoczonych. Rosja jest odpowiedzialna za śmierć tysięcy cywilów i szkody w infrastrukturze cywilnej. Potępiono ataki Rosji na naród ukraiński, w tym na szpitale. Sojusznicy poparli zaangażowanie prezydenta Zełenskiego w promowaniu sprawiedliwego i trwałego pokoju poprzez jego Formułę Pokoju wyrażoną na Szczycie w Szwajcarii.
Z zadowoleniem przyjęto zobowiązania niektórych państw do zapewnienia Ukrainie dodatkowych systemów obrony powietrznej i innych zdolności wojskowych. Uznano, że walka Ukrainy o niepodległość, suwerenność i integralność terytorialną bezpośrednio przyczynia się do bezpieczeństwa euroatlantyckiego. Dlatego też Sojusznicy pomogą Ukrainie utrzymać jej infrastrukturę energetyczną, zapewniając dostawy energii i umożliwiając tranzyt towarów i zboża.

Zapowiedziano powstanie NATO Security Assistance and Training for Ukraine (NSATU), które będzie koordynować międzynarodowe szkolenie Sił Zbrojnych Ukrainy, dostarczanie im sprzętu oraz wsparcie logistyczne. NSATU, które będzie działać w państwach sojuszniczych, powinno przyczynić się do przekształcenia ukraińskich sił obronnych i bezpieczeństwa, tak aby Ukraina była zdolna do obrony i odstraszania wszelkich rosyjskich agresji w przyszłości. Sojusznicy zamierzają zapewnić minimalne finansowanie bazowe w wysokości 40 miliardów euro w ciągu najbliższego roku i zapewnić zrównoważony poziom pomocy w takim zakresie, aby Ukraina mogła zwyciężyć.
W ramach integracji Ukrainy z NATO, Sojusz wzmocni Przedstawicielstwo NATO na Ukrainie (NRU). Na jego czele stanie Starszy Przedstawiciel NATO, który będzie pełnił funkcję centralnego punktu kontaktów NATO z władzami Ukrainy w Kijowie. 
W perspektywie długoterminowej oraz przejścia Ukrainy do pełnej interoperacyjności z NATO opracowano wstępne Wymagania Interoperacyjności NATO. Sojusznicy pomogą też w dostosowaniu ukraińskiego systemu zamówień obronnych do praktyk euroatlantyckich poprzez przegląd strategicznych zamówień obronnych.
Szefowie państw i rządów wypowiedzieli się także w sprawie kobiet, pokoju i bezpieczeństwa.
Oficjalny dokument pod nazwą Polityka NATO w sprawie kobiet, pokoju i bezpieczeństwa zawiera zobowiązanie do obrony i promowania zasad wolności jednostki, praw człowieka, demokracji i praworządności. Równość płci to podstawowa wartość i priorytet NATO. Kobiety nadal napotykają bariery uniemożliwiające im pełny, równy, bezpieczny i znaczący udział w życiu publicznym i politycznym. Zmieniające się środowisko bezpieczeństwa wpływa na kobiety i dziewczęta i może zaostrzyć istniejące nierówności płciowe. Kobiety i dziewczęta nadal są narażone na wiele form przemocy seksualnej, wykorzystywanie oraz handel ludźmi.

Niniejsza Polityka wspierać będzie przywództwo uwzględniające kwestie płci. Liderzy NATO będą dążyć do zapewnienia zrównoważonej pod względem płci reprezentacji na wszystkich szczeblach dowodzenia, w tym na stanowiskach decyzyjnych i kierowniczych.
Oficjalnym dokumentem Szczytu stało się także Podsumowanie zmienionej strategii NATO w zakresie sztucznej inteligencji.
Zwrócono w nim uwagę, że możliwości technologii AI ewoluują w coraz szybszym tempie. Dla NATO kluczowym staje się wykorzystanie tychże technologii. Sztuczna inteligencja staje się technologią uniwersalną, charakteryzującą się różnymi rodzajami ryzyka, podmiotami i poziomami złożoności. Zmieniona strategia w zakresie sztucznej inteligencji ma na celu stworzenie podstaw dla NATO i sojuszników, aby wykorzystywać sztuczną inteligencję w celach obronnych i dla bezpieczeństwa Sojuszu. Zakłada się przyspieszenie wdrażania sztucznej inteligencji i zwiększenie interoperacyjności; ochronę własnych technologii AI i identyfikację zagrożeń wynikających z wrogiego wykorzystania sztucznej inteligencji.Odpowiedzialne wdrażanie sztucznej inteligencji powinno również odzwierciedlać rezolucję Zgromadzenia Ogólnego ONZ w sprawie sztucznej inteligencji. Sojusznicze placówki testowe muszą określić, czy aplikacje AI mogą być używane bezpiecznie i zgodnie ze standardami NATO. 

 Zapowiadania jest współpraca z  przemysłem, środowiskiem akademickim i organizacjami badawczymi, która pomoże NATO zidentyfikować i zintegrować AI z możliwościami własnych sił zbrojnych i łagodzić ryzyko wykorzystania technologii sojuszniczej przez potencjalnych przeciwników i strategicznych konkurentów. Do współpracy zaproszony zostanie także sektor prywatny.
W obradach Szczytu wzięła też udział delegacja polska pod przewodnictwem prezydenta Andrzeja Dudy.
Prezydentowi towarzyszyli podczas wizyty w Waszyngtonie: szef Gabinetu Prezydenta RP Marcin Mastalerek, szef BBN Jacek Siewiera i szef BPM Mieszko Pawlak. Polski rząd reprezentowali: wicepremier, minister obrony narodowej Władysław Kosiniak-Kamysz oraz minister spraw zagranicznych Radosław Sikorski. 

Po powrocie do Warszawy, Prezydent podsumował Szczyt NATO w Waszyngtonie. Zaznaczył, że miał on także charakter okolicznościowy. Minęło 75 lat od czasu podpisania traktatu północnoatlantyckiego. To też 25. rocznica obecności Polski w Sojuszu Północnoatlantyckim. Prezydent powiedział, że Szczyt przebiegał w atmosferze pełnej świadomości co do zagrożeń jakie niesie za sobą pełnoskalowa wojna na Ukrainie. Wspomniał o korzystnym dla Polski rozszerzeniu NATO o Finlandię i Szwecję, które to radykalnie zmienia układ sił w rejonie Morza Bałtyckiego.  Nadmienił też, że państwa członkowskie jednogłośnie zdecydowały o wyborze nowego sekretarza generalnego NATO – byłego premiera Holandii,  Marka Ruttego.  Uznał za sukces Polski ustanowienie nowej  instytucji Sojuszu Północnoatlantyckiego – Centrum Analiz, Szkolenia i Edukacji NATO-Ukraina (JATEC)  z siedzibą w Bydgoszczy.
Omawiająjąc ustalenia dotyczące wschodniej flanki Sojuszu, zwrócił uwagę na zapowiedzi wzmocnienia struktur dowodzenia, intensyfikacji ćwiczeń wojskowych, rozbudowy sojuszniczej infrastruktury wojskowej i zapełnianie magazynów NATO, które w ostatnich latach powstawały w Polsce. Uznał za priorytetowe wzmocnienie sojuszniczej obrony przeciwlotniczej, przeciwrakietowej, zwiększenie zdolności produkcyjnych, skracanie łańcuchów dostaw. 

Odnośnie do wydatków na obronność stwierdził, że to, co było wystarczające w Newport w Walii w 2014 roku, wydawało się, że to będzie wystarczający poziom do budowania już adekwatnej struktury bezpieczeństwa militarnego. Dzisiaj wobec pełnoskalowej rosyjskiej agresji na Ukrainie, wobec przestawienia rosyjskiej gospodarki na tory wojenne, wobec tego, że nie ma żadnych wątpliwości, że Rosja nie ma wobec świata i wobec Europy zamiarów pokojowych – to jest za mało.

Stwierdził też, że wraz zakończeniem  szczytu NATO w Waszyngtonie, rozpoczęto prace nad założeniami do kolejnego szczytu Sojuszu Północnoatlantyckiego, tym razem w Hadze. Na przestrzeni tego roku zapowiedziane zostały inwestycje infrastrukturalne polegające na przedłużeniu rurociągów transportujących paliwo z zachodu Europy, z dawnych obszarów Niemiec Zachodnich, właśnie na wschodnią flankę NATO. Zdaniem Prezydenta to jest jedno z tych zadań, o których strona polska chciałaby mówić w Hadze już jako o zadaniu przynajmniej będącym w trakcie realizacji.

## Uczestnicy szczytu
- Albania – premier Edi Rama
- Belgia – premier Alexander De Croo
- Bułgaria – premier Dimityr Gławczew
- Chorwacja – prezydent Zoran Milanović
- Czarnogóra – premier Milojko Spajić
- Czechy – prezydent Petr Pavel
- Dania – premier Mette Frederiksen
- Estonia – premier Kaja Kallas
- Finlandia – prezydent Alexander Stubb
- Francja – prezydent Emmanuel Macron
- Grecja – premier Kyriakos Mitsotakis
- Hiszpania – premier Pedro Sánchez
- Holandia – premier Dick Schoof
- Islandia – premier Bjarni Benediktsson
- Kanada – premier Justin Trudeau
- Litwa – prezydent Gitanas Nausėda
- Luksemburg – premier Luc Frieden
- Łotwa – prezydent Edgars Rinkēvičs
- Macedonia Północna – premier Hristijan Mickoski
- Niemcy – kanclerz Olaf Scholz
- Norwegia – premier Jonas Gahr Støre
- Polska – prezydent Andrzej Duda
- Portugalia – premier Luís Montenegro
- Rumunia – prezydent Klaus Iohannis
- Słowacja – prezydent Peter Pellegrini
- Słowenia – premier Robert Golob
- Szwecja – premier Ulf Kristersson
- Turcja – prezydent Recep Tayyip Erdoğan
- Stany Zjednoczone – prezydent Joe Biden
- Węgry – premier Viktor Orbán
- Włochy – premier Giorgia Meloni
- Wielka Brytania – premier Keir Starmer

Inni uczestnicy szczytu
- NATO – sekretarz generalny NATO Jens Stoltenberg
- Unia Europejska – przewodnicząca Komisji Europejskiej Ursula von der Leyen
- Unia Europejska – przewodniczący Rady Europejskiej Charles Michel
- Australia – wicepremier Richard Marles
- Armenia – minister Ararat Mirzoyan
- Azerbejdżan – minister Dżejhun Bajramow(inne języki)
- Gruzja – minister Ilia Darchiaszwili(inne języki)
- Japonia – premier Fumio Kishida
- Korea Południowa – prezydent Yoon Suk-yeol
- Nowa Zelandia – premier Christopher Luxon
- Ukraina – prezydent Wołodymyr Zełenski